# Frank Marth
Frank Marth (New York, 29 luglio 1922 – Rancho Mirage, 12 gennaio 2014) è stato un attore statunitense.

## Filmografia parziale

### Cinema
- Madame X, regia di David Lowell Rich (1966)
- Squadra omicidi, sparate a vista! (Madigan), regia di Don Siegel (1968)
- Pendulum, regia di George Schaefer (1969)
- L'uomo perduto (The Lost Man), regia di Robert Alan Aurthur (1969)
- Abbandonati nello spazio (Marooned), regia di John Sturges (1969)
- Telefon, regia di Don Siegel (1977)

### Televisione
- The Jackie Gleason Show – serie TV, 30 episodi (1952-1957)
- The Alcoa Hour – serie TV, episodio 1x14 (1956)
- From These Roots – serie TV, 646 episodi (1958-1960)
- Armstrong Circle Theatre – serie TV, 9 episodi (1957-1963)
- Sotto accusa (Arrest and Trial) – serie TV, episodio 1x25 (1964)
- Perry Mason – serie TV, 2 episodi (1964-1965)
- Mr. Novak – serie TV, episodio 2x28 (1965)
- A Man Called Shenandoah – serie TV, episodio 1x22 (1966)
- Codice Gerico (Jericho) – serie TV, episodio 1x12 (1966)
- Shane – serie TV, episodi 1x15-1x16 (1966)
- La grande vallata (The Big Valley) – serie TV, 5 episodi (1966-1968)
- F.B.I. (The F.B.I.) – serie TV, 6 episodi (1966-1973)
- Daktari – serie TV, episodio 2x22 (1967)
- Squadra speciale anticrimine (The Felony Squad) – serie TV, episodio 1x29 (1967)
- Iron Horse – serie TV, episodio 1x21 (1967)
- The Outsider – serie TV, episodio 1x01 (1968)
- Sui sentieri del West (The Outcasts) – serie TV, episodio 1x02 (1968)
- Gunsmoke – serie TV, 4 episodi (1968-1974)
- Maneaters Are Loose!, regia di Timothy Galfas – film TV (1978)
- Febbre d'amore (The Young and the Restless) – soap opera, 7 puntate (1986)
- La sporca dozzina (Dirty Dozen: The Series) – serie TV, 11 episodi (1988)